# Midaircondo

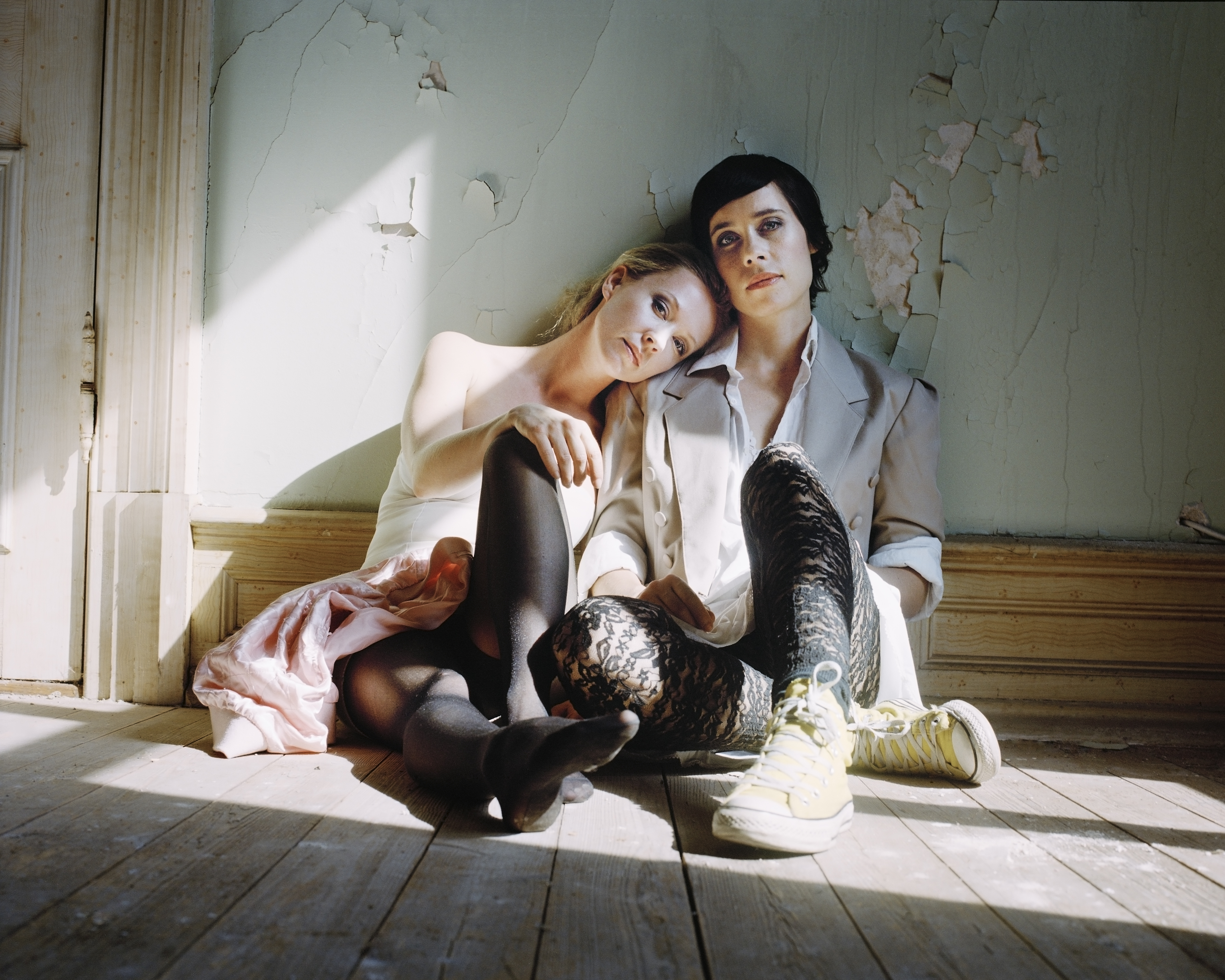
Midaircondo: fr.v. Lisa Nordström, Lisen Rylander Löve

Midaircondo är en svensk elektronikaduo från Göteborg som består av Lisa Nordström och Lisen Rylander Löve. 
Sedan starten 2003 har Midaircondo  släppt tre skivor, turnerat i Europa, Afrika och Syd- och Nordamerika samt skapat musik till dansföreställningar, teater, tv, radio och film. De är kända för sina improviserade konserter med en mix av akustiska instrument, röst, elektronik och video. Duon har sedan starten bland annat medverkat på internationella festivaler som Sónar (Spanien), Mutek Festival (Chile), Molde Jazzfestival (Norge) och Berlin Music Week (Tyskland).

## Historik
Midaircondo skivdebuterade 2005 med albumet Shopping for images som gavs ut av det engelska skivbolaget Type records. Därefter har de släppt två fullängdsalbum; Curtain Call (2009) och Reports on the Horizon (2011) på det egna skivbolaget Twin Seeds Recordings. Reports on the Horizon gjordes tillsammans med den danska slagverkaren Michala Østergaard-Nielsen. 
Midaircondo har sedan starten 2003 turnerat runt om i världen och bland annat spelat på Sónar, Mutek Festival, Molde Jazzfestival, SOCO Festival (Uruguay), ROJO Nova (Brasilien), Holland Festival, Domino Festival (Belgien), Berlin Music Week, Dense Bamako Danse (Mali) och World Expo 2008 Zaragoza (Spanien) samt i Marocko, Mexiko, Italien, Frankrike, Portugal, Storbritannien, Irland, Danmark, Rumänien, Österrike och Schweiz.
Midaircondo skapar även musik till dansföreställningar, teater, tv, radio och film. Duon har spelat förband till bland andra José González och The Soundtrack of Our Lives . Midaircondo har tidigare samarbetat med Michala Østergaard-Nielsen, Adrian Belew, Ebbot Lundberg, Quartiett String Quartet, brassmusiker från Malmö symfoniorkester och AlterEgo New Music Ensemble. 2006 sändes Veckans konsert på SVT med Midaircondo och SR sänder regelbundet inspelningar från gruppens konserter.
Gruppen vann 2006 Manifestpriset för albumet Shopping for Images och nominerades även för albumet Reports on the Horizon 2012. Under Manifestgalan 2010 vann gruppen  SKAP/Manifests pris som Årets Kompositör för albumet Curtain Call.

### Eget skivbolag
År 2009 startade Midaircondo skivbolaget Twin Seed Recordings där de nu släpper sin egen musik. Det huvudsakliga syftet med skivbolaget är att släppa Midaircondos musik. Twin Seed Recordings distribueras av Playground Music Scandinavia.

#### Diskografi
- Midaircondo - Curtain Call 2009 CD och LP
- Midaircondo - Silk, Silver And Stone  2009
- Midaircondo Feat. Michala Østergaard-Nielsen - Reports On The Horizon 2011

## Samarbeten
Midaircondo har tidigare samarbetat med Michala Østergaard-Nielsen, Adrian Belew, Ebbot Lundberg, The Göteborg String Theory, Quartiett String Quartet, brassmusiker från Malmö symfoniorkester och AlterEgo New Music Ensemble. 2006 producerade SVT en Veckans Konsert med Midaircondo och SR sänder regelbundet inspelningar från gruppens konserter. Gruppen skapar även musik till dansföreställningar, teater, tv, radio och film och har spelat förband till bland andra José González och The Soundtrack of Our Lives.